# 子守歌 (1933年の映画)
子守歌(こもりうた、英題：Lullaby Land）は1933年8月19日にシリー・シンフォニーで放映された作品である。アニメーションディズニー短編映画 
また子守唄ランドのキルトは、カリフォルニア州ディズニーランドのストーリーブックランドカナルボートライドのガーデンセクションに影響を与えた。 

## あらすじ
ゆりかごで揺れてる赤ちゃんはキルトの犬と一緒に夢の中の世界へたどり着く。そして目を奪うのはベビー用品の大行進であった。赤ちゃんとキルトの犬が『赤ちゃん禁止の庭園』に迷い込む。そこにあるのはインク、マッチ、はさみといった危険なものばかりで、コーラス忠告を無視して入り込んでいった。赤ちゃんがマッチで遊んでいると火が出てそこからマッチ3つが赤ちゃんに迫る。そしてマッチから煙が3匹のブギーマンに変化した。恐ろしいブギーマンから逃げ、恐怖に怯える2人の前には妖精のザントマンであった。そしてまほうの粉を浴びた2人は眠りにつき、眠りの国に送られる。

## 声優
- ガール・トリオ：リズムメット（メアリー・モダーとドロシー・コンプトンも）
- ボギーメン：3つのリズムの王
- サンドマン：ジョージ・グラムリッチ[1]